# Gromberger Heide
Gromberger Heide ist ein Naturschutzgebiet und ein Landschaftsschutzgebiet im Ostalbkreis in Baden-Württemberg.  

## Lage und Beschreibung
Das Naturschutzgebiet liegt rund zwei Kilometer östlich von Lauchheim beim Dattelesweiher direkt an der B 29.
Das Naturschutzgebiet entstand durch Verordnung des Regierungspräsidiums Stuttgart vom 4. Dezember 1984 und gehört zum Naturraum 096-Albuch und Härtsfeld innerhalb der naturräumlichen Haupteinheit 09-Schwäbische Alb. Das Landschaftsschutzgebiet entstand bereits durch Verordnung des Landratsamts Ostalbkreis vom 5. Dezember 1968.

## Schutzzweck
Der Schutzzweck des NSG ist nach der Schutzgebietsverordnung die Erhaltung einer markant gelegenen, typischen Wacholderheide mit einer Vielzahl und teilweise einem Massenvorkommen seltener und besonders geschützter Pflanzenarten und als Lebensraum für eine vielfältige Fauna. Durch eine extensiv durchgeführte landwirtschaftliche Nutzung von Ackerflächen und Mähwiesen soll ferner ein weiterer Standort für seltene Pflanzenarten neu geschaffen werden.